# Власюк Ігор Станіславович
І́гор Станісла́вович Власю́к (18 вересня 1965, Монастирище Черкаської області) — український економіст,  журналіст, редактор, громадський діяч.
У 2002–2003 роках — головний редактор газети «Бізнес». Головний редактор (у 2004–2005 роках), заступник головного редактора (від 2006 року) газети «Экономические известия».

## Біографія
Народився 18 вересня 1965 року у м. Монастирище на Черкащині.
- 1988 року закінчив економічний факультет Уманського сільгосподарського інституту.
- 1993 року закінчив аспірантуру Українського НДІ ЕАПП ім. Шліхтера.
- 1989–1990 роки — викладач кафедри бухобліку і статистики («Фінанси сільського господарства»), 1990–1994 роки — аспірант Інституту аграрної економіки.
- 1994–1996 роки — економіст, начальник фондового відділу, начальник управління ресурсів, АБ «Лад — Кредит Банк».
- 1996–1997 роки — начальник кредитно-фінансового управління АКБ «Антарес».

У 1997–2002 роках — редактор розділу «Фінанси», 2002–2003 — головний редактор газети «Бізнес».
Після звільнення з газети «Бізнес» разом із Костянтином Доніним заснував першу українську російськомовну ділову щоденну газету «Экономические известия». З листопада 2004 року до липня 2005 року був головним редактором видання.
Президент Асоціації «Приватні інвестори України».